# Vliegende boomstekelrat
De vliegende boomstekelrat (Diplomys labilis) is een zoogdier uit de familie van de stekelratten (Echimyidae). De soort komt voor in Midden-Amerika en het noordwesten van Zuid-Amerika.

## Verspreiding
Lange tijd liep het bekende verspreidingsgebied van de vliegende boomstekelrat van de centrale delen van Panama langs de Pacifische kust van Colombia tot het noordwesten van Ecuador. Waarnemingen in La Palma de Osa in het zuidwesten van Costa Rica in 2015 en het Refugio Bartola in het zuiden van Nicaragua in 2016 en 2017 hebben het verspreidingsgebied van de soort met ongeveer 770 kilometer noordwaarts vergroot. De vliegende boomstekelrat leeft in regenwoud, droogbos, mangrovebos en plantages van zeeniveau tot 1.500 meter hoogte.

## Uiterlijk
De vliegende boomstekelrat heeft een lichaamslengte van 22,5 tot 48 cm, een staartlengte van 20 tot 28 cm en een gewicht van 280 tot 490 gram. De oren en de snuit zijn kort. De vacht is crèmekleurig op de buikzijde en donkerbruin op de rug. De kop is donkerder en grijzer van kleur dan het lichaam. De staart is dik en harig. In tegenstelling tot de naam heeft de vliegende boomstekelrat geen stekels. De lange, sterke tenen en scherpe, kromme klauwen zijn aanpassingen aan het leven in de bomen en zorgen ervoor dat de vliegende boomstekelrat zich goed kan vastgrijpen bij het klimmen.

## Leefwijze
De vliegende boomstekelrat is een boombewonend dier dat goed kan klimmen. De vliegende boomstekelrat heeft de gewoonte om van tak tot tak te springen en daarbij zijn tussen de poten gespannen vlieghuid te spreiden. De soort is nachtactief en leeft in paartjes. Overdag schuilt de vliegende boomstekelrat in holtes in de bomen. De vliegende boomstekelrat voedt zich met jonge bladeren, vruchten, noten en zaden. De voortplanting vindt het gehele jaar plaats en na een draagtijd van ongeveer zestig dagen worden meestal twee jongen geboren. Al enkele uren na de geboorte zijn de jongen in staat te klimmen. De jongen blijven ongeveer een jaar bij de moeder.